# Matteo Priamo
Matteo Priamo es un ciclista italiano nacido el 20 de marzo de 1982 en la localidad de Treviso (Italia).
Debutó como profesional en el año 2007 en las filas del equipo Ceramica Panaria. Fue suspendido cuatro años por haber vendido EPO a Emanuele Sella.

## Palmarés
2005
- Trofeo Gianfranco Bianchin
- Gran Premio Sportivi di Poggiana
- Gran Premio Ciudad de Felino

2007
- 1 etapa del Circuit de Lorraine

2008
- 2 etapas del Tour de Turquía
- 1 etapa del Giro de Italia

## Resultados en Grandes Vueltas y Campeonato del Mundo
| Carrera         | 2006 | 2007 | 2008 |
| --------------- | ---- | ---- | ---- |
| Giro de Italia  | -    | -    | Ab.  |
| Tour de Francia | -    | -    | -    |
| Vuelta a España | -    | -    | -    |
| Mundial en Ruta | -    | -    | -    |

-: no participa

Ab.: Abandona

## Equipos
- Ceramica Panaria (2006-2007)
- CSF Group Navigare (2008)